# Tweede Kamerverkiezingen 2003/Kandidatenlijst/AVD
Dit is de kandidatenlijst voor de Tweede Kamerverkiezingen 2003 van de Alliantie Vernieuwing en Democratie. De partij deed mee in 13 van de 19 kieskringen.
1. IJsbrand van der Krieke - 475
2. F. Schreiber - 60
3. C.A. Stephan - 36
4. C.E.M. Rasch - 29
5. J.F. Besseling - 35
6. M.H.W. Campert - 30
7. R.T. Abma (niet in kieskring 15) - 12
8. C.H. Koster (niet in kieskring 15) - 18
9. E.J. Hendrich - 33
10. E.J. Kok - 72
11. M.A. Singelenberg - 47
12. I.H. Renkema (niet in kieskring 1 en 10) - 143

CDA · LPF · VVD · PvdA · GroenLinks · SP · D66 · ChristenUnie · SGP · Leefbaar Nederland · DeConservatieven.nl · NCPN · Duurzaam Nederland · PvdT · Partij voor de Dieren · Lijst 16 · Vooruitstrevende Integratie Partij · AVD · Lijst Veldhoen